# Voyage (gruppo musicale francese)
I Voyage sono stati un gruppo musicale francese attivo tra la fine degli anni settanta e l'inizio degli anni ottanta. Secondo quanto riportano Andrea Angeli Bufalini e Giovanni Savastano nel loro La storia della disco music, quella dei Voyage è un Eurodisco «capace di assimilare elementi sonori di varie etnie in un viaggio sui dancefloor planetari».

## Storia del gruppo
I Voyage vennero fondati nel 1978 dal batterista Pierre-Alain Dahan, precedentemente attivo nei Peppers, autori del singolo Pepper Box (1973), giunto al sesto posto delle classifiche britanniche, negli Arpadys e nei i V.I.P. Connection, ricordati per la loro Please Love Me Again (1976).
Popolari nei nightclub di Parigi, i Voyage pubblicarono i primi album Voyage e Fly Away rispettivamente nel 1978 e nel 1979. I due dischi entrarono al primo posto della Hot Dance Club Play di Billboard, un risultato difficile da ottenere da parte di un gruppo non europeo e non britannico. Nel 1978 pubblicarono anche i primi singoli, tra cui Lady America, Scotch Machine (uscito nel Regno Unito come Scots Machine dal momento che il termine inglese scotch viene usato in senso denigratorio per definire gli scozzesi) e Souvenirs, registrato presso i Trident Studios londinesi.
I Voyage si sciolsero nel 1983.

## Formazione
- André Pezin – chitarra, voce
- Marc Chantereau – tastiere, voce
- Pierre-Alain Dahan – batteria, voce
- Sauveur Mallia – basso
- Sylvia Mason-James – voce

## Discografia

### Album in studio
- 1977 – Voyage
- 1978 – Fly Away
- 1980 – Voyage 3
- 1981 – One Step Higher

### Singoli
- 1978 – Lady America
- 1978 – From East to West
- 1978 – Scotch Machine
- 1978 – Point Zero
- 1978 – Souvenirs
- 1979 – Let's Fly Away
- 1979 – Tahiti, Tahiti
- 1980 – I Don't Want to Fall in Love Again
- 1980 – I Love You Dancer
- 1980 – Do It Again
- 1981 – Nowhere to Hide
- 1982 – I Surrender
- 1982 – Let's Get Started
- 1982 – Follow the Brightest Star

### Compilation
- 1989 – The Best of Voyage
- 1991 – The Best of Voyage: "Souvenirs"